# Andrea Libman
Andrea Eva Libman (Toronto, 19 de julio de 1984) es una actriz canadiense. Es conocida por sus apariciones estelares como Mujercitas, Andre y su papel de invitada en The X-Files. También es conocida por hacer las voces de los personajes en varias series animados, de forma más notable como Fluttershy y Pinkie Pie en My Little Pony: La Magia de la Amistad.

## Carrera
Sus participaciones más conocidas de voz incluyen Dragon Ball, Madeline (tomando el papel del personaje principal de Tracey Lee Smyth en 1995 y que mantuvo hasta My Fair Madeline en 2002, en la que se aprobó el papel a Chantal Strand), la versión de la tercera temporada de X-23 en X-Men: Evolution, la joven AndrAIa en ReBoot, Emmy en la serie animada para niños de PBS Dragon Tales, e Isabelle en Finley, el camioncito de bomberos. En la actualidad, Libman estaba trabajando en la serie My Little Pony: La Magia de la Amistad donde prestó su voz a Pinkie Pie y Fluttershy, Cylindria en Pac-Man y las Aventuras Fantasmales y Maya en La abeja Maya.
Ha aparecido en cámara en películas y series de televisión, entre ellas Highlander, Susie Q, The Lotus Eaters y Lyddie.

## Vida personal
Ella aseguró en Twitter que aunque no es su lengua nativa, ella aprendió a leer en francés antes que en inglés. Libman posee un golden retriever.

## Filmografía

### Acción real
- A Brony Tale - Ella misma
- Bronies: The Extremely Unexpected Adult Fans of My Little Pony - Fluttershy (archivo de sonido)
- Mujercitas - Kitty Kirk
- Andre - Mary May
- The X-Files episodio Born Again - Michelle Bishop
- Highlander - Belinda
- Susie Q - Teri Sands
- The Lotus Eaters (película de 1993) - Jo Spittle
- The 6th Day (thriller de ciencia ficción de 2000) - Voz de SimPal Cindy
- Lyddie - Rachel Worthen

### Series animadas
- Las aventuras de Sonic el Erizo
- The Adventures of T-Rex
- Barbie: moda mágica en París - Glimmer
- Barbie: Mermaidia (serie de televisión) - Sea Butterfly
- Barbie and the Magic of Pegasus - Lilac
- Barbie Fairytopia: Magic of the Rainbow - Shimmer, Pixie 2
- Barbie en una Aventura de Sirenas - Dee
- Being Ian
- Ositos cariñositos: aventuras en quiéreme mucho - Harmony Bear
- Dino Babies - LaBrea
- Dinotren - Pamela Pachycephalosaurus
- Dragon Tales - Emmy[2]
- Finley, el camioncito de bomberos - Isabelle
- George of the Jungle
- Johnny Test
- Krypto, el superperro
- Lapitch the Little Shoemaker - Lisa
- LeapFrog - Lily
- Leo the Lion: King of the Jungle (directamente para vídeo) - Tooey el cachorro
- Caperucita Roja - Caperucita Roja
- Little Witch - Little Witch
- Littlest Pet Shop - Voces adicionales
- Madeline: Lost in Paris - Madeline
- Mary-Kate and Ashley in Action!
- La abeja Maya (serie de 2010) - Maya
- Monster Buster Club - Cathy
- My Little Pony (especiales animados directamente para vídeo) - Sweetie Belle,[3] Zipzee[4]
- My Little Pony: La Magia de la Amistad - Pinkie Pie (voz hablada, voz cantando en siete canciones), Fluttershy (voz hablando y cantando), Pumpkin Cake, Daisy (temporada 2, episodio 8), Rose (temporada 1, episodio 9), Flowershine, Apple Leaves, Fleetfoot, Sweetie "Bon Bon" Drops (temporada 5, episodio 9), voces adicionales
- Equestria Girls Como Fluttershy y Pinkie Pie
- Varios cortos de My Little Pony: Equestria Girls - Rainbow Rocks y de My Little Pony: Equestria Girls - Los Juegos de la Amistad y My Little Pony: La Película como Pinkie Pie y Fluttershy
- El principito - Myriad (The Planet of Libris)
- The New Adventures of Madeline - Madeline
- The Non-Adventures of Safety Queen - Safety Queen
- Pac-Man y las aventuras fantasmales - Cylindria
- Pocket Dragon Adventures
- Rainbow Fish
- ReBoot - joven AndrAIa
- Sabrina: la serie animada - Norma
- Salty's Lighthouse - Claude
- Sonic Underground
- Rosita Fresita: Aventuras en Tutti Frutti - Lemon Meringue, Princess Berrykin, Sweet Grapes
- Talking Friends - Gina
- Ultimate Book of Spells
- X-Men: Evolution - X-23 (temporada 3, episodio 11)
- Yakkity Yak - Lemony

### Otros
- X-Play (programa de televisión sobre videojuegos) - Kanaren King

### Videojuegos
- My Little Pony - Fluttershy, Pinkie Pie
- Heroes of the Storm - Brightwing